# 황룡초등학교
황룡초등학교는 대한민국 경기도 고양시 일산서구 탄현동에 있는 공립 초등학교이다.

## 사건사고
2014년 7727번 버스가 충돌했다

## 학교 연혁
- 1994년 11월 1일 일산동국민학교 설립인가
- 1995년 3월 1일 일산동국민학교 개교(17학급)
- 1995년 3월 1일 초대 이제룡 교장 취임
- 1999년 1월 15일 황룡초등학교로 교명 변경
- 1999년 9월 1일 제2대 한희수 교장 취임
- 2002년 3월 1일 제3대 이상우 교장 취임
- 2005년 9월 1일 제4대 최태영 교장 취임
- 2009년 3월 2일 제5대 조성수 교장 취임
- 2012년 9월 1일 제6대 강영구 교장 취임
- 2014년 2월 14일 제19회 졸업식(졸업생 137명 총 3,942명)
- 2014년 3월 1일 27학급 편성(특수학급 2학급 포함)

## 참고 자료
- 황룡초등학교 - 한국교육학술정보원 학교알리미